# 조셀린 브랜도

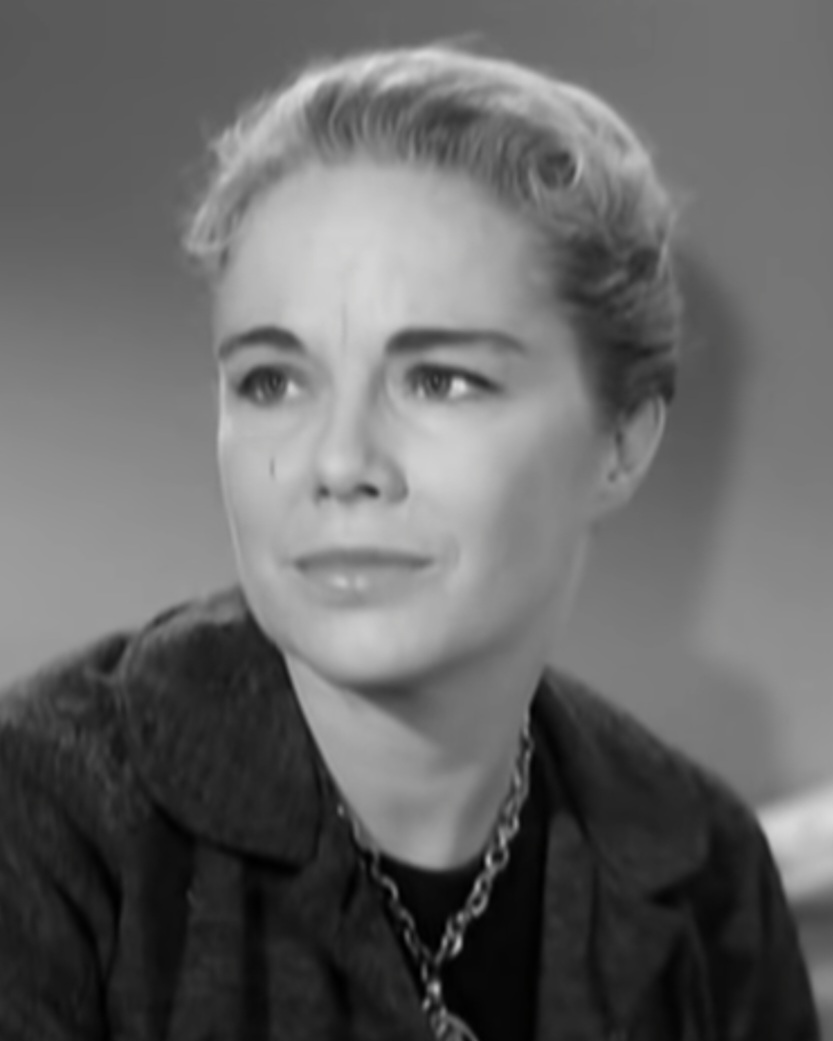

조셀린 브랜도(Jocelyn Brando, 1919년 11월 18일 ~ 2005년 11월 27일)는 미국의 시인, 연극 배우, 영화배우, 텔레비전 배우, 작가이다.
샌프란시스코에서 태어났으며 샌타모니카에서 사망하였다.

## 영화
- 다크 나잇 오브 더 스케어크라우 (1981년)
- 존경하는 어머니 (1981년)
- 달라스 (1978년)
- 무비 무비 (1978년)
- 체이스 (1966년)
- 어글리 아메리칸 (1963년)
- 나이트폴 (1956년)
- 차이나 벤처 (1953년)
- 빅 히트 (1953년)